# Occupazione dei Paesi baltici

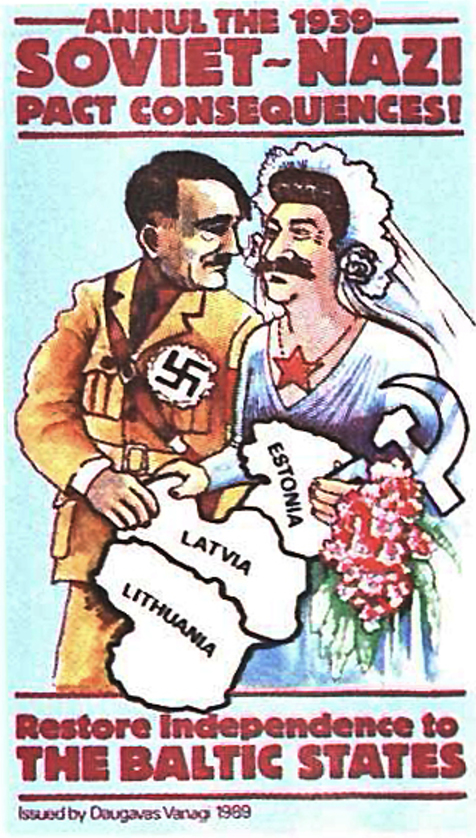
Poster del 1989 - ricavato da un fumetto di mezzo secolo prima - che stigmatizza il patto Molotov-Ribbentrop e auspica l'indipendenza delle Repubbliche baltiche.

Con occupazione dei Paesi baltici ci si riferisce all'insediamento militare in Estonia, Lettonia e Lituania da parte dell'Unione Sovietica avvenuto di concerto ai contenuti del patto Molotov-Ribbentrop del 1939 nel giugno 1940.
Le tre Repubbliche baltiche furono poi annesse all'URSS come repubbliche socialiste nell'agosto 1940, anche se la maggior parte delle potenze e delle nazioni occidentali non riconobbe mai l'incorporazione come legittima. Il 22 giugno 1941, la Germania nazista dichiarò guerra all'URSS e, nel giro di poche settimane, occupò i territori baltici. Nel luglio 1941, il Terzo Reich incorporò le regioni appena conquistate nel Reichskommissariat Ostland: l'autorità tedesca perdurò fino a quando l'Armata Rossa non avanzò verso ovest del 1944, ma alcune truppe della Wehrmacht e dei loro collaborazionisti rimasero bloccati nella sacca di Curlandia lasciando l'area solo al termine della guerra, nel maggio del 1945. L'incorporazione sovietica (in tedesco: Annexionsbesetzung) o occupazione sui generis degli Stati baltici durò fino all'agosto 1991, quando i tre Paesi riottennero la propria indipendenza.
I governi in esilio dei baltici e quelli indipendenti attivi dopo il 1991, gli Stati Uniti e i tribunali nazionali, il Parlamento europeo, la Corte europea dei diritti dell'uomo e il Consiglio per i diritti umani delle Nazioni Unite hanno tutti affermato che Estonia, Lettonia e Lituania furono invase, occupate e incorporate in maniera contraria al diritto internazionale nell'Unione Sovietica in base alle disposizioni del patto Molotov-Ribbentrop del 1939. Alla prima parentesi sovietica, seguì dunque in sintesi l'occupazione della Germania dal 1941 al 1944 e poi una seconda durata dal 1944 al 1991. Sulla scia di tale politica di non riconoscimento, si è sviluppata la teoria della continuità giuridica, secondo cui gli Stati baltici non cessarono mai de iure di esistere tra il 1940 e il 1991.
Nel periodo di rivalutazione della storiografia sovietica iniziato durante la perestrojka nel 1989, Mosca condannò il protocollo segreto del 1939 approvato con Berlino. Ciononostante, l'Unione Sovietica non ha mai considerato ufficialmente la sua presenza nei Paesi baltici alla stregua di un'occupazione o di un'incorporazione forzata, sostenendo che la RSS Estone, Lettone e Lituana chiesero di propria volontà di unirsi a Mosca. La RSFS Russa classificò nel 1991 gli eventi accaduti nel 1940 come "annessione". I revisionisti storici russi e i libri di testo scolastici continuano a sostenere, sulla scia della posizione assunta in epoca sovietica, che negli Stati baltici si verificarono delle rivoluzioni socialiste orchestrate dai popoli locali in maniera del tutto estranea all'influenza di altre potenze.
La Federazione Russa, Stato successore dell'URSS, e i suoi funzionari statali insistono sul fatto che le procedure di accorpamento delle tre repubbliche fosse avvenuta in maniera conforme al diritto internazionale e che esse (le procedure) ottennero il riconoscimento de iure negli accordi stipulati nel febbraio 1945 a Jalta, nel luglio-agosto del 1945 alla Potsdam e in ultimo, negli Accordi di Helsinki del 1975, i quali dichiaravano l'inviolabilità delle frontiere fisicamente esistenti. La Russia accettò poi la richiesta dei membri già partecipanti di "assistere le persone deportate dagli Stati baltici occupati" al momento dell'adesione al Consiglio d'Europa nel 1996. Inoltre, quando la RSFS Russa firmò un trattato separato con la Lituania nel 1991, riconobbe in maniera espressa che l'annessione del 1940 violò la sovranità lituana e riconobbe la continuità de iure dello Stato lituano.
La maggior parte dei governi occidentali sosteneva che la sovranità baltica non fosse scomparsa e quindi continuò a riconoscere gli Stati baltici come entità politiche sovrane rappresentate dalle legazioni - nominate dai governi in carica prima del 1940 - che operavano a Washington e altrove. Estonia, Lettonia e Lituania recuperarono de facto l'indipendenza nel 1991 durante le fasi di dissoluzione dell'Unione Sovietica; la Russia iniziò a ritirare le truppe presenti nella regione geografica (a partire dalla Lituania) nell'agosto 1993, con il ritiro completo terminato esattamente dodici mesi più avanti. La Russia ha ufficialmente concluso la sua presenza militare sul posto nell'agosto 1998 disattivando la stazione radar Skrunda-1 operativa in Lettonia. Le installazioni smantellate furono rimpatriate in Russia e il sito tornò sotto il controllo lettone, con l'ultimo soldato russo che lasciò il suolo baltico nell'ottobre 1999.

## Contesto storico

Divisioni pianificate ed effettivamente poste in essere dell'Europa orientale secondo il patto Molotov-Ribbentrop: sono riportati anche i successivi adeguamenti

Nella prima mattinata del 24 agosto 1939, l'Unione Sovietica e la Germania firmarono un'intesa di non aggressione dalla durata decennale, chiamato patto Molotov-Ribbentrop. Questo conteneva un protocollo segreto in base al quale gli stati dell'Europa settentrionale e orientale sarebbero stati ripartiti in "sfere di influenza" tedesca e sovietica. Nel nord, Finlandia, Estonia e Lettonia furono assegnate alla sfera sovietica, mentre si statuì che la Polonia sarebbe stata divisa in due: le aree a est dei fiumi Narew, Vistola e San sarebbero toccate all'URSS, il resto a ovest al Terzo Reich. La Lituania, adiacente alla Prussia orientale, sarebbe rientrata nella sfera di influenza tedesca, ma una correzione apportata successivamente la assegnò ai sovietici in cambio di due regioni polacche. Sempre secondo il nuovo protocollo segreto, la Lituania avrebbe riguadagnato la sua capitale storica Vilnius, precedentemente in mano polacca nel periodo interbellico.
Terminata la campagna sovietica in Polonia il 6 ottobre, i sovietici esercitarono pressioni sulla Finlandia e sugli stati baltici affinché questi concludessero trattati di mutua assistenza. I sovietici misero in dubbio la neutralità dell'Estonia dopo la fuga di un sottomarino polacco internato il 18 settembre. Una settimana dopo, il 24 settembre, il ministro degli esteri estone ricevette un ultimatum da Mosca, nel quale si chiedeva la conclusione di un trattato di mutua assistenza per stabilire basi militari in Estonia. Gli estoni furono così costretti ad accettare la presenza di basi navali, aeree e terrestri dell'Armata Rossa su due isole estoni e nel porto di Paldiski. L'accordo corrispondente fu firmato il 28 settembre 1939, a cui seguirono poi la Lettonia il 5 ottobre dello stesso anno e la Lituania il 10 ottobre. Gli accordi consentivano all'Unione Sovietica di stabilire basi militari sul territorio degli Stati baltici per tutta la durata della guerra europea e di stazionare 25.000 soldati sovietici in Estonia, 30.000 in Lettonia e 20.000 in Lituania dall'ottobre del 1939.

## Occupazione e annessione sovietica (1940-1941)

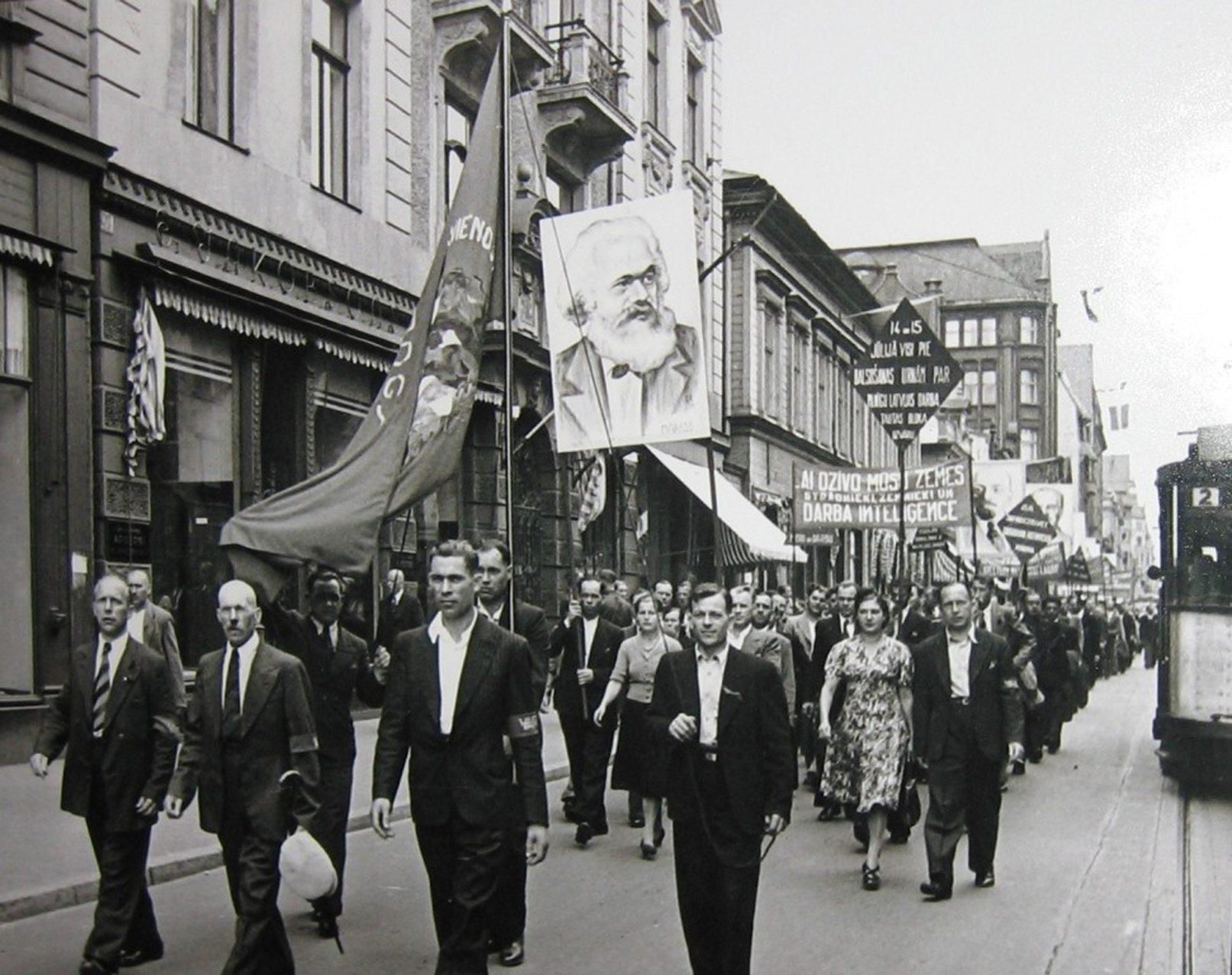
Dimostranti filo-comunisti a Riga nel 1940

Dopo essersi assicurati la possibilità di far accedere degli uomini in territorio baltico, nel maggio 1940, i sovietici rifletterono sull'idea di effettuare un intervento militare diretto, sebbene si preferisse in linea generale l'ipotesi di nominare dei governi fantoccio. Il modello di ispirazione era a quest'ultimo proposito la Repubblica democratica finlandese, un'entità statale istituita dai sovietici il primo giorno della guerra d'inverno. I sovietici diedero il via a una massiccia campagna stampa contro le presunte simpatie filo-alleate dei governi baltici. Proprio mentre le attenzioni del mondo erano concentrate sulla campagna di Francia, all'inizio di giugno 1940 gli stati baltici furono accusati di aver cospirato contro l'Unione Sovietica tenendo riunioni segrete l'inverno precedente. Il 15 giugno 1940, il governo lituano dovette accettare l'ultimatum e consentire l'ingresso di un numero illimitato di truppe sovietiche. Il presidente Antanas Smetona, favorevole a resistere militarmente agli "aggressori", non trovò appiglio nell'ultima riunione tenuta dal parlamento nazionale. I sovietici rifiutarono il suggerimento del candidato lituano da porre a capo del nuovo governo capeggiato dai comunisti e inviarono Vladimir Dekanozov a gestire ad interim l'esecutivo locale mentre l'Armata Rossa occupava lo stato.

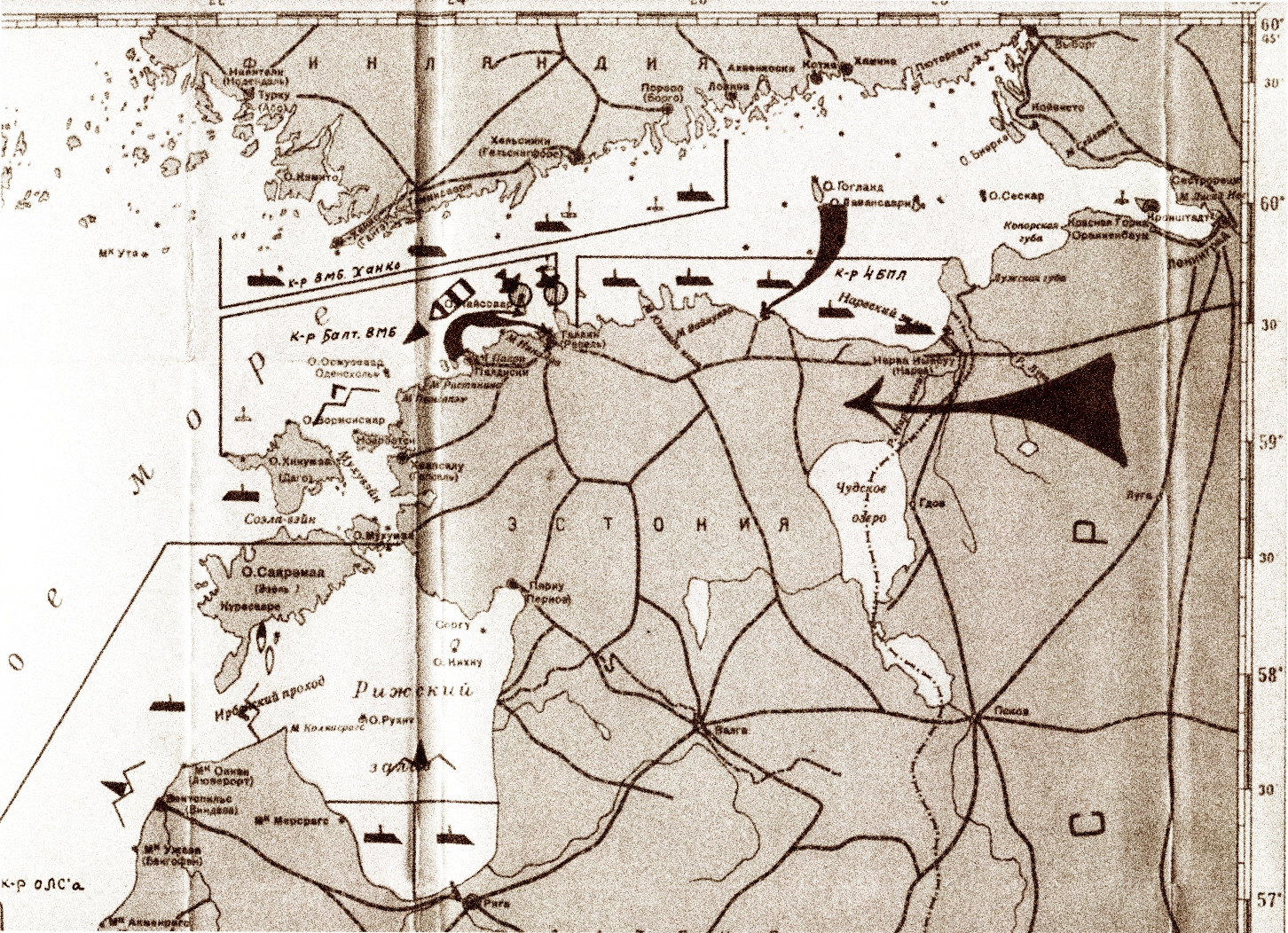
Schemi del blocco militare navale sovietico di Estonia e Lettonia nel 1940 (archivi navali statali russi)

Il 16 giugno 1940, anche la Lettonia e l'Estonia ricevettero degli ultimatum e, avendo anch'essi accettato di non effettuare alcun intervento ostile, a maggior ragione dopo che anche la Lituania aveva preso tale strada, consentirono all'Armata Rossa di insediarsi nei due Paesi baltici più settentrionali. Anche lì Mosca spedì degli uomini di fiducia a salvaguardare le procedure di insediamento in Lettonia e Estonia, rispettivamente Andrej Vyšinskij e Andrej Ždanov. Il 18 e 21 giugno 1940, in ogni Paese baltico si formarono nuovi governi composti da membri del "fronte popolare", ovvero i partiti comunisti e coloro che li sostenevano. Sotto la sorveglianza sovietica, i nuovi governi organizzarono elezioni palesemente truccate per eleggere nuove "assemblee popolari". Agli elettori fu presentata la possibilità di votare un'unica lista e non si consentì la partecipazione di alcun movimento di opposizione: l'affluenza, anch'essa falsificata, risultava al 99,6%. Un mese dopo, le nuove assemblee si riunirono con un unico ordine del giorno: presentare risoluzioni per entrare a far parte dell'Unione Sovietica. Accettate con acclamazione dai parlamenti locali, le richieste giunsero al Soviet Supremo dell'Unione Sovietica in agosto e ne fu dato seguito nello stesso mese, dando così una maggiore parvenza di legittimità nella complessiva operazione. La Lituania fu incorporata nell'Unione Sovietica il 3 agosto, la Lettonia il 5 agosto e l'Estonia il 6 agosto 1940. I presidenti deposti dell'Estonia (Konstantin Päts) e della Lettonia (Kārlis Ulmanis) vennero imprigionati e deportati in URSS e morirono in seguito rispettivamente nella regione di Tver' e nell'Asia centrale.
Nel giugno 1941, i nuovi governi sovietici autorizzarono deportazioni di massa dei cosiddetti "nemici del popolo". Si stima che dalla sola Estonia partirono 60.000 cittadini: soprattutto per via del rigido regime repressivo adottato da Mosca nel corso dei dodici mesi della prima occupazione, molti baltici accolsero subito con calore i tedeschi, percepiti alla stregua di liberatori, quando avanzarono verso est. L'Unione Sovietica iniziò immediatamente a erigere fortificazioni di confine lungo il confine occidentale appena acquisito, la cosiddetta linea Molotov.

## Invasione tedesca (1941-1944)

### La provincia dell'Ostland e l'Olocausto

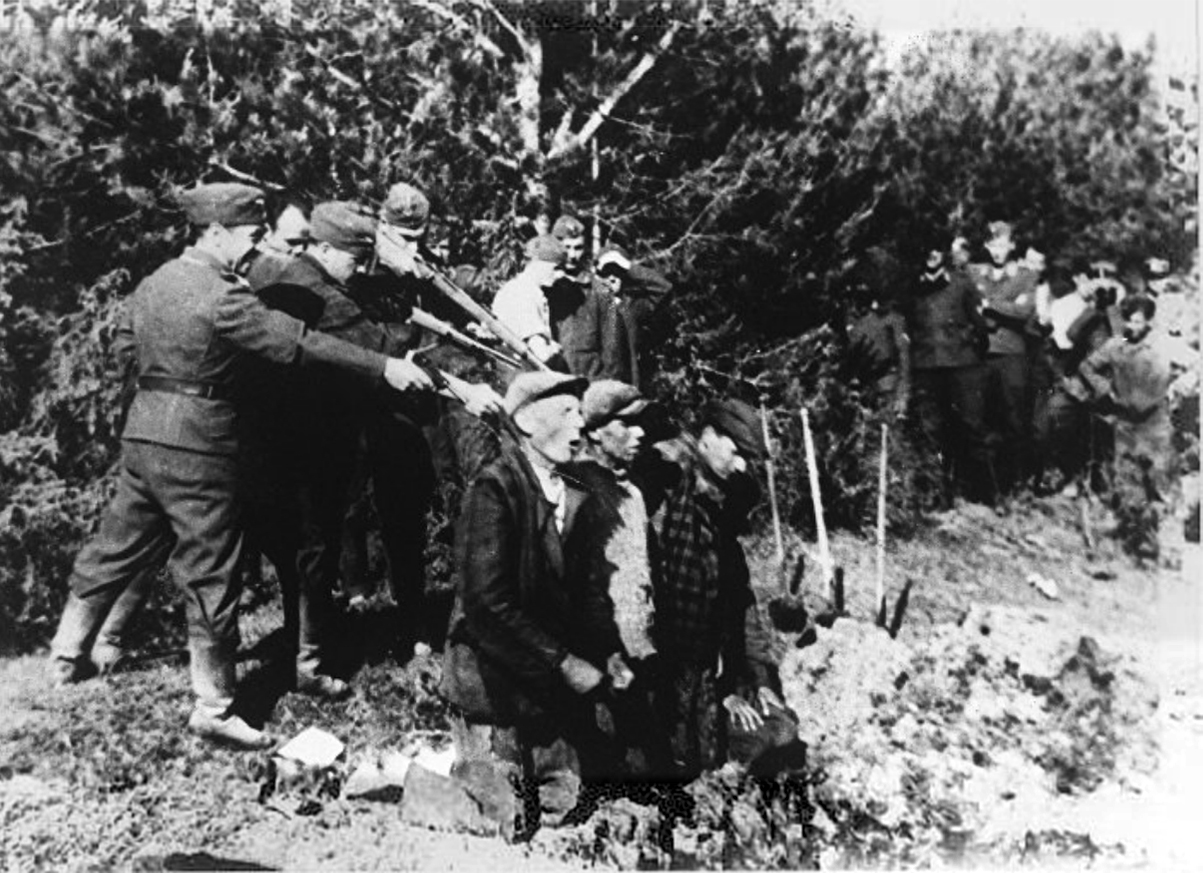
Esecuzione dell'Einsatzkommando in Lituania

Il 22 giugno 1941 i tedeschi invasero l'Unione Sovietica e gli stati baltici, immediatamente a ridosso del confine, furono tra i primi territori a essere interessati dagli scontri: come sopra affermato, essendo stata di recente sottoposta a repressioni, impedimenti e umiliazioni, la popolazione locale accolse con entusiasmo la Wehrmacht. In Lituania scoppiò una rivolta e fu istituito un governo provvisorio allo scopo di ripristinare l'indipendenza: mentre le forze tedesche si avvicinavano a Riga e Tallinn, si eseguirono altri tentativi di rimettere in funzione i governi nazionali e si confidava nella cooperazione dei nazisti. Tali speranze politiche presto svanirono e la cooperazione baltica divenne meno diretta o cessò del tutto. I tedeschi miravano ad annettere i territori baltici al Terzo Reich dopo aver effettuato una pulizia etnica: gli "elementi idonei" sarebbero stati assimilati, quelli "non adeguati" sterminati. Poiché risultò necessario supervisionare le regioni occupate con maggiore comodità, si decise di costituire il Reichskommissariat Ostland, una suddivisione amministrativa che accorpava gli stati baltici a gran parte della vecchia RSS Bielorussa: a controllo di essa di scelse di nominare Hinrich Lohse, un incallito burocrate. L'area baltica era l'unica regione orientale destinata a diventare direttamente parte del Terzo Reich.
Le politiche razziali dei nazisti si fecero sentire, più che verso gli autoctoni, contro gli ebrei, soprattutto perché si trovò terreno fertile per la diffusione dell'antisemitismo. Risiedevano infatti numerose comunità nelle principali città, in particolare a Vilnius, Kaunas e Riga. Le unità di uccisione tedesche massacrarono centinaia di migliaia di semiti, con la notevole complicità della temuta Einsatzgruppe A, incaricata prima di supervisionare la ghettizzazione e, più tardi, lo sterminio. Nel 1943 Heinrich Himmler ordinò alle sue forze di liquidare i ghetti e di trasferire i sopravvissuti nei campi di concentramento. Un discreto numero di lettoni e lituani collaborò attivamente all'uccisione di ebrei, tanto che diversi furono i pogrom verificatisi, in particolare, nel Paese baltico più meridionale. Solo il 75% circa degli ebrei estoni e il 10% degli ebrei lettoni e lituani sopravvissero alla guerra.
Nonostante le crudeltà fossero all'ordine del giorno, per la maggior parte del popolo baltico il dominio tedesco fu meno rigido di quello sovietico e meno brutale delle occupazioni tedesche avvenute altrove nell'Europa orientale. In effetti, nella vita quotidiana qualche piccola parvenza di ripristinata normalità si verificò, se si pensa per esempio al fatto che le scuole erano regolarmente aperte: alla maggior parte delle persone fu negato il diritto di possedere terreni o riaprire attività commerciali.

### I baltici tra le file sovietiche
L'amministrazione sovietica aveva assimilato gli eserciti nazionali baltici dopo il giugno 1940. La maggior parte degli ufficiali superiori furono arrestati e molti di loro assassinati. Durante l'invasione tedesca, i sovietici condussero una mobilitazione generale forzata avvenuta in violazione del diritto internazionale. Secondo le convenzioni di Ginevra, tale atto di violenza poteva intendersi come una grave violazione e crimine di guerra, perché gli uomini mobilitati furono costretti con la forza a unirsi ai sovietici. Rispetto alla coscrizione avvenuta in Unione Sovietica, la fascia d'età fu estesa di 9 anni nei Paesi baltici, riguardando dunque anche tutti gli ufficiali di riserva. L'obiettivo era deportare tutti gli uomini capaci di combattere in Russia, per poi spedirli nei campi di reclusione. Quasi la metà dei trasferiti morì a causa delle condizioni di trasporto, delle estenuanti ore di lavoro, della fame, delle malattie e delle misure repressive dell'NKVD: proprio per rendere più agevoli le operazioni dirette da quest'ultimo, si decise di costituire dei battaglioni di distruzione. Tra le file sovietiche si contavano la 201ª divisione lettone di fucilieri, la 308ª (premiata con l'onorificenza dell'Ordine della Bandiera rossa dopo aver espulso i tedeschi da Riga nell'autunno del 1944) e i 60.000 lituani circa arruolatisi nell'Armata Rossa (confluiti quasi tutti nel 29º Corpo di fucilieri territoriali).
La diminuzione della qualità della vita e delle condizioni di servizio, il forte indottrinamento dell'ideologia comunista, non migliorarono le relazioni tra l'elemento russo o quello baltico. Proprio per evitare possibili sommosse interne, le autorità sovietiche arrestarono gli ufficiali lituani del 29º corpo, circa un centinaio se si includono anche soldati di rango inferiore, fucilandone quasi 20 nell'autunno 1940. In quella fase storica, circa 3.200 membri del 29º corpo erano considerati "politicamente inaffidabili". Durante le deportazioni di giugno del 1941, oltre 320 ufficiali e soldati del 29º corpo andarono incontro all'arresto, al trasferimento forzato nei gulag o alla fucilazione. Quel che sopravviveva del contingente capitolò durante l'invasione tedesca e l'altra divisione del 29º corpo, la 179ª divisione fucilieri, perse la maggior parte dei suoi soldati durante la ritirata dai tedeschi, principalmente per via delle diserzioni. Un totale di meno di 1.500 sopravvissuti dagli iniziali 12.000 giunse nell'area di Pskov entro l'agosto 1941.
Per via delle forti tensioni e del malcontento dei suoi componenti, il 26º reggimento di cavalleria fu sciolto: il 25-26 giugno scoppiò una ribellione nella sua 184ª divisione dei fucilieri. Entro la seconda parte del 1942, la maggior parte dei lituani rimasti nei ranghi sovietici, così come i rifugiati di guerra di sesso maschile provenienti dalla Lituania, entrarono a far parte della 16ª divisione dei fucilieri: nonostante questa fosse stata battezzata come unità "lituana" e si contavano perlopiù ufficiali di origine lituana, tra cui Adolfas Urbšas, un ex capo di stato maggiore dell'esercito lituano, in realtà il mosaico etnico era molto variegato: poco meno di 1/4 del suo personale risultava ebreo, rendendo dunque tale unità quella con il più alto numero di semiti dell'intera Armata Rossa. Il numero dei lituani divenne basso a tal punto che iniziò a diffondersi la barzelletta secondo cui la 16ª divisione si chiamava lituana perché vi erano appunto solo 16 lituani tra le sue file.
Il 22º corpo dei fucilieri territoriali estoni, composto da 7.000 unità, uscì profondamente afflitto dagli scontri avvenuti a Porchov nell'estate del 1941: 2.000 furono i morti e i feriti in azione, mentre in 4.500 si arresero. L'8º corpo dei fucilieri estoni, composto da 25.000-30.000 soldati, perse 3/4 delle sue truppe nella battaglia per Velikie Luki nell'inverno 1942/43, prendendo più avanti parte nella cattura di Tallinn nel settembre 1944. Circa 20.000 lituani, 25.000 estoni e 5.000 lettoni morirono nelle file dell'Armata Rossa e dei battaglioni di lavoro.

### Collaborazionisti nazisti

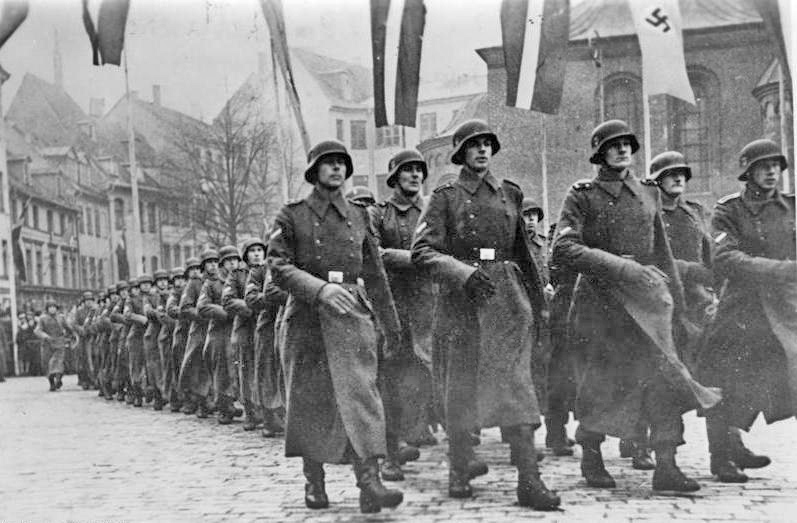
La legione lettone delle SS in sfilata a Riga prima del dispiegamento sul fronte orientale. Dicembre 1943

L'amministrazione nazista arruolò anche cittadini baltici negli eserciti tedeschi. La Forza di difesa territoriale lituana, composta da volontari, fu costituita nel 1944. La FDTL raggiunse le dimensioni di circa 10.000 uomini e fu allestita allo scopo di combattere l'avvicinarsi dell'Armata Rossa, fornire sicurezza e condurre operazioni antipartigiane all'interno del territorio, rivendicato dai lituani. Dopo brevi combattimenti contro i partigiani sovietici e polacchi (Armia Krajowa), l'unità si sciolse da sola, i suoi esponenti principali furono arrestati e spediti nei lager nazisti e molti dei suoi membri finirono giustiziati dai nazisti.
La Legione Lettone, creata nel 1943, consisteva in due divisioni coscritte delle Waffen-SS: essa raggiunse il 1º luglio 1944 87.550 uomini, mentre altri 23.000 lettoni servivano come "ausiliari" tra le file della Wehrmacht. Tra le battaglie più importanti a cui i lettoni presero parte rientrano l'assedio di Leningrado, gli scontri nella sacca di Curlandia, nella difesa della linea difensiva in Pomerania, nel fiume Velikaja per la collina "93,4" e nella battaglia di Berlino. La 20. Waffen-Grenadier-Division der SS prese forma nel gennaio 1944 dopo la coscrizione obbligatoria imposta sul territorio estone. Composta da 38.000 uomini, prese parte alla battaglia di Narva, alla battaglia della linea Tannenberg, all'offensiva di Tartu e all'operazione Aster.

### Tentativi di ripristino dell'indipendenza e offensiva sovietica del 1944
Si eseguirono diversi tentativi di ripristinare l'indipendenza nel corso del periodo 1941-1944. Il 22 giugno 1941, i lituani rovesciarono, come detto, il governo sovietico due giorni prima che la Wehrmacht arrivasse a Kaunas, dove i tedeschi poi permisero a un governo provvisorio di funzionare per oltre un mese. Il Consiglio centrale lettone, istituito come organizzazione clandestina nel 1943, venne smantellato dalla Gestapo solo nel 1945. In Estonia nel 1941, Jüri Uluots propose il ripristino dell'indipendenza, diventando più tardi, nel 1944, una figura chiave nel Comitato Nazionale segreto. Nel settembre 1944, Uluots divenne per breve tempo presidente ad interim dell'Estonia indipendente. Gli stati baltici non avevano governi in esilio che disponessero dello stesso peso internazionale di quello francese guidato da Charles de Gaulle o dei polacchi sotto Władysław Sikorski: la propria posizione geografica rese inoltre difficile le comunicazioni con il resto del continente della situazione. Gran Bretagna e degli Stati Uniti nutrivano scarso interesse per la causa baltica, in particolare nella fase in cui la vittoria della guerra risultava ancora incerta. La scoperta del massacro di Katyn' nel 1943 e la violenta repressione effettuati nei confronti della rivolta di Varsavia nel 1944 avevano gettato ombre sui rapporti; ciononostante, tutti e tre i vincitori si mostrarono ancora solidali alla conferenza di Jalta nel 1945.
Il 1º marzo 1944, cessato da un mese l'assedio di Leningrado, le truppe sovietiche raggiunsero in fretta il confine con l'Estonia. IL 14 settembre, i sovietici diedero il via all'offensiva del Baltico, un'operazione dal duplice scopo politico e militare per sbaragliare le forze tedesche. Il 16 settembre l'Alto Comando dell'esercito tedesco annunciò un piano di difesa secondo cui le forze estoni avrebbero coperto il ritiro tedesco. I sovietici avanzarono presto sulla capitale estone Tallinn, dove la prima missione dell'NKVD fu quella di fermare chiunque fuggisse dallo stato, malgrado molti sfuggirono comunque in Occidente. L'NKVD prese altresì di mira i membri del Comitato nazionale della Repubblica di Estonia. Le forze tedesche e lettoni rimasero intrappolate nella sacca di Curlandia fino alla fine della guerra, arrendendosi il 10 maggio 1945.

## Secondo periodo sovietico (1944-1991)

### Resistenza e deportazioni

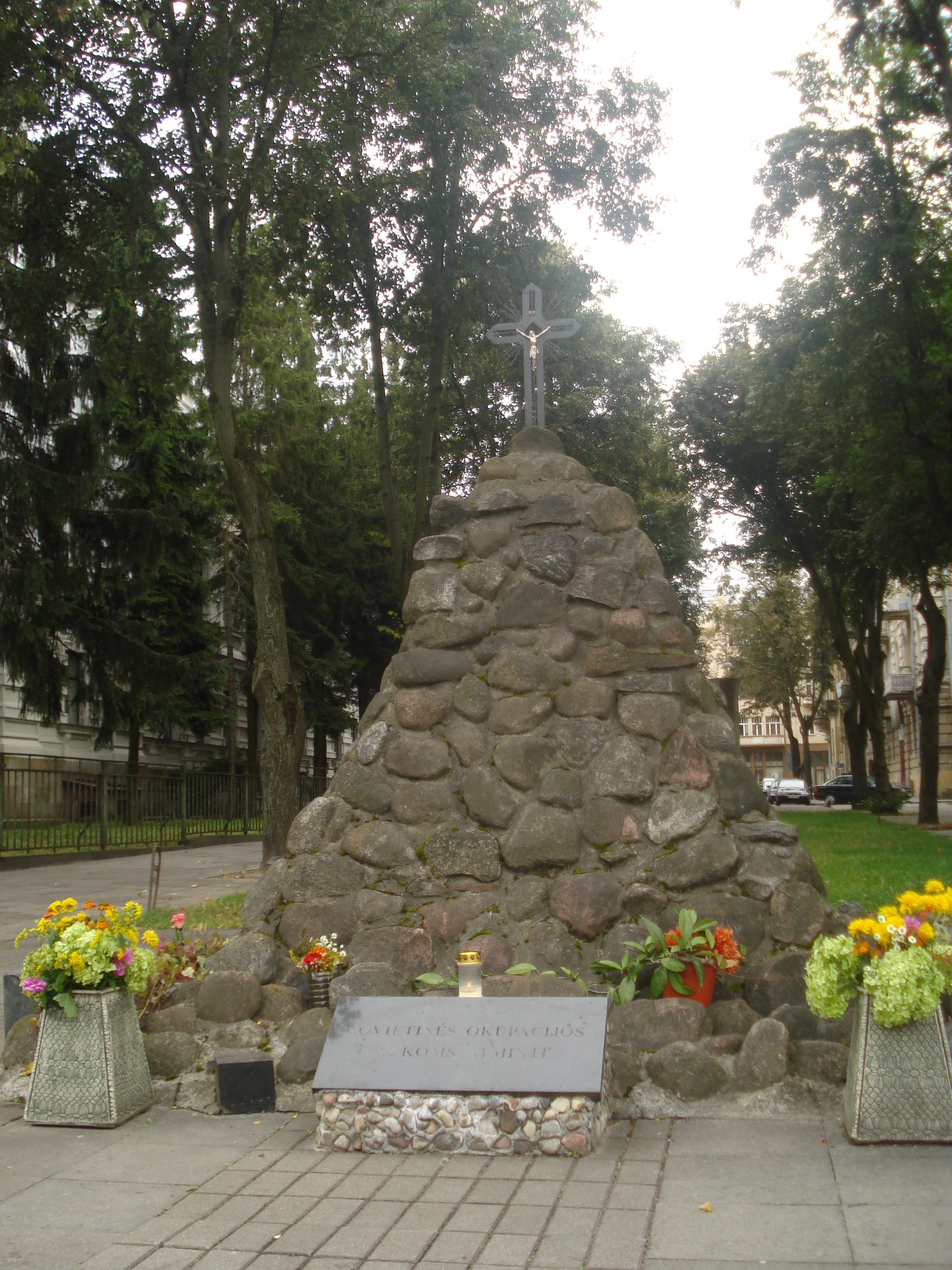
Monumento dedicato alle vittime lituane dell'occupazione sovietica lungo viale Gediminas, Vilnius

Dopo aver riassunto il controllo degli stati baltici, i sovietici attuarono un programma di sovietizzazione, finalizzato a realizzare un'industrializzazione su larga scala e la collettivizzazione. I sovietici ripresero inoltre le massicce deportazioni per eliminare ogni forma di resistenza o sostegno ai partigiani locali, i cosiddetti Fratelli della foresta, i quali continuarono a opporsi agli occupanti imbracciando le armi per un certo numero di anni.
I trasferimenti coattivi effettuati nel 1940-1941 ebbero portata minore rispetto a quelle del 1944-1952 furono anche maggiori: solo nel marzo 1949, le massime autorità sovietiche allontanarono 90.000 cittadini baltici. Il numero totale dei deportati nel 1944-1955 è stato stimato in oltre mezzo milione: 124.000 in Estonia, 136.000 in Lettonia e 245.000 in Lituania. Il computo stimato delle vittime tra i deportati lituani tra il 1945 e il 1958 fu di 20.000, inclusi 5.000 bambini.
I deportati furono autorizzati a tornare dopo la destalinizzazione operata da Nikita Chruščëv nel 1956, sebbene molti non avevano retto le impervie condizioni della Siberia. Nel dopoguerra, i sovietici si preoccuparono inoltre di tracciare nuovi confini per le repubbliche baltiche. La Lituania ottenne le regioni di Vilnius e Klaipėda, mentre la RSFS Russa annetteva il territorio dalle parti orientali dell'Estonia (5% del territorio prebellico) e della Lettonia (2%).

### Industrializzazione e immigrazione
I sovietici effettuarono ingenti investimenti di capitale per le risorse energetiche e la fabbricazione di prodotti industriali e agricoli. Lo scopo finale era integrare le economie baltiche nella più ampia sfera economica sovietica. In tutte e tre le repubbliche, l'industria manifatturiera si sviluppò con costanza, dando vita ad alcuni dei migliori complessi industriali nel campo dell'elettronica e della produzione tessile. L'economia rurale soffrì invece della mancanza di investimenti e della collettivizzazione. Il settore primario era infatti ben radicato nella regione e, oltre a rigettare la politica delle kolchoz, vi erano i danni derivanti dal conflitto mondiale che dovettero essere gradualmente risolti dal 1945 in poi. Le costruzioni realizzate nelle città principali risultavano spesso di scarsa qualità e si incoraggiarono gli immigrati di etnia russa a prendervi possesso. L'Estonia e la Lettonia furono le due realtà che più risentirono del trasferimento di massa di lavoratori industriali giunti da altre parti dell'Unione Sovietica, tanto che sono evidenti i cambiamenti demografici nel dopoguerra che testimoniano la crescita della presenza russa. In Lituania, invece, l'impatto fu minore.

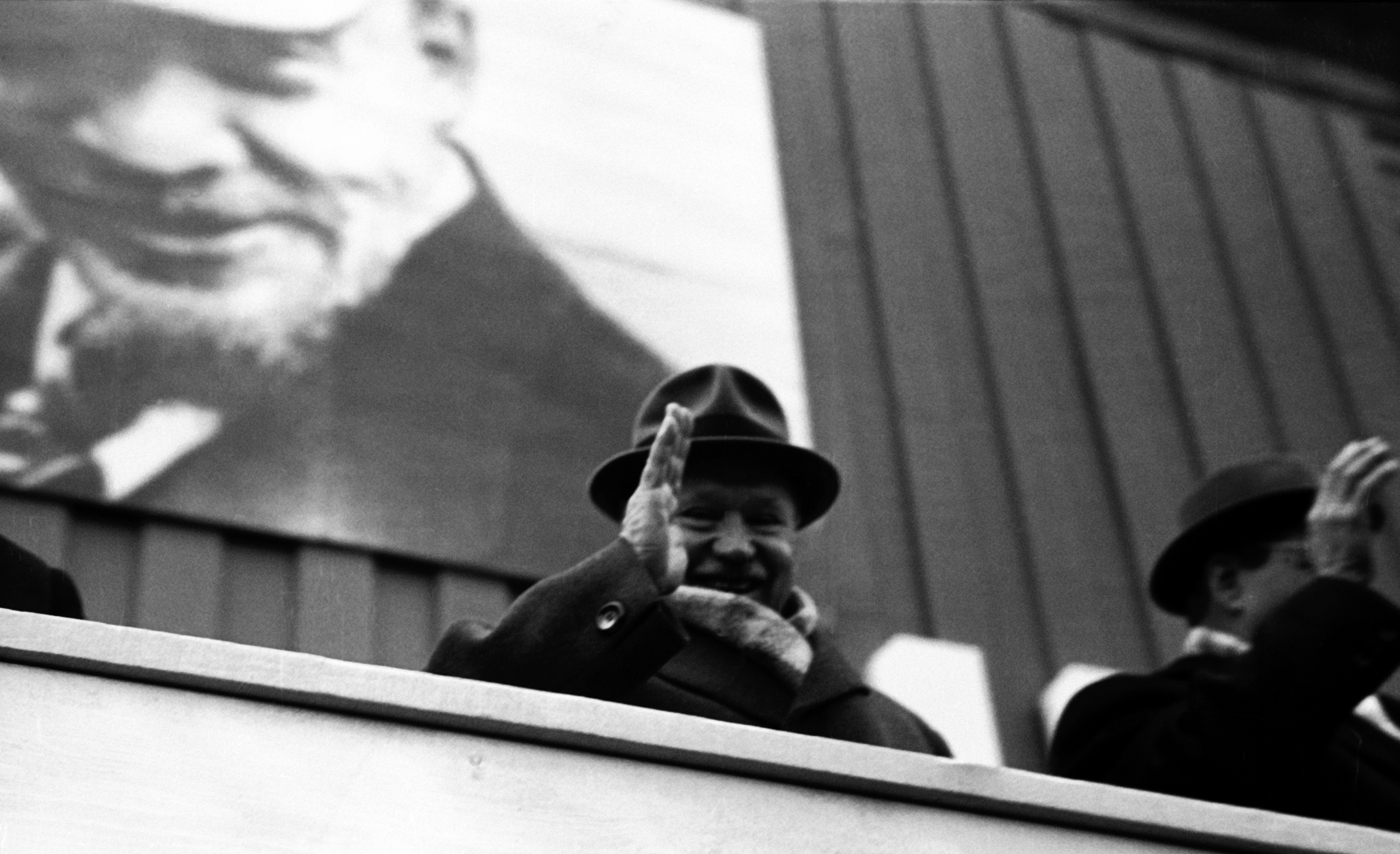
Antanas Sniečkus, leader del Partito Comunista della Lituania dal 1940 al 1974

Gli estoni etnici costituivano l'88% prima della guerra, ma nel 1970 la percentuale era scesa al 60%. I lettoni etnici costituivano il 75%, ma la cifra calò al 57% nel 1970 e, ancora, al 50,7% nel 1989. Al contrario, il calo in Lituania fu solo del 4%. Al di là della presenza dei membri dei partiti comunisti locali, dal 1944 si preferì insediare funzionari che avessero combattuto nell'Armata Rossa, in particolare per ricoprire incarichi politici, amministrativi e gestionali.

### Ripristino dell'indipendenza
Con il periodo di stagnazione si verificò una profonda crisi del sistema sovietico: il nuovo segretario del PCUS Mikhail Gorbačëv, salito al potere nel 1985, cercò di arginare le difficoltà annunciando la politica della glasnost e della perestrojka. Si trattò di tentativi che potessero riformare il sistema sovietico in maniera strutturale; come effetto collaterale, si verificò un risveglio del nazionalismo nelle repubbliche baltiche. Le prime grandi manifestazioni per la tutela dell'ambiente si tennero a Riga nel novembre 1986 e nella primavera successiva a Tallinn. La mancata soppressione dei manifestanti con metodi violenti spinse personaggi di spicco a esporsi a favore di una linea più morbida di Mosca con il risultato che, alla fine del 1988, l'ala riformista sedeva in posizioni di spessore nelle repubbliche baltiche. Nel frattempo, alcune coalizioni composte da progressisti e populisti si riunirono dando vita ai fronti popolari. Il Soviet Supremo della RSS Estone sancì la lingua estone come idioma ufficiale nel gennaio 1989, evento a cui seguì un provvedimento simile e in Lettonia e Lituania. Le repubbliche baltiche si esposero ancor di più, dichiarando a quel punto di essere interessate a riconquistare la sovranità (l'Estonia nel novembre 1988, la Lituania nel maggio 1989 e la Lettonia nel luglio 1989). La catena baltica, che ha avuto luogo il 23 agosto 1989, è passata alla storia come la più grande manifestazione di opposizione al dominio sovietico. Nel dicembre 1989, il Congresso dei deputati del popolo dell'Unione Sovietica condannò in maniera pubblica il patto Molotov-Ribbentrop e il suo protocollo segreto (di cui fino ad allora si negava l'esistenza) come "legalmente lacunosi e non validi".

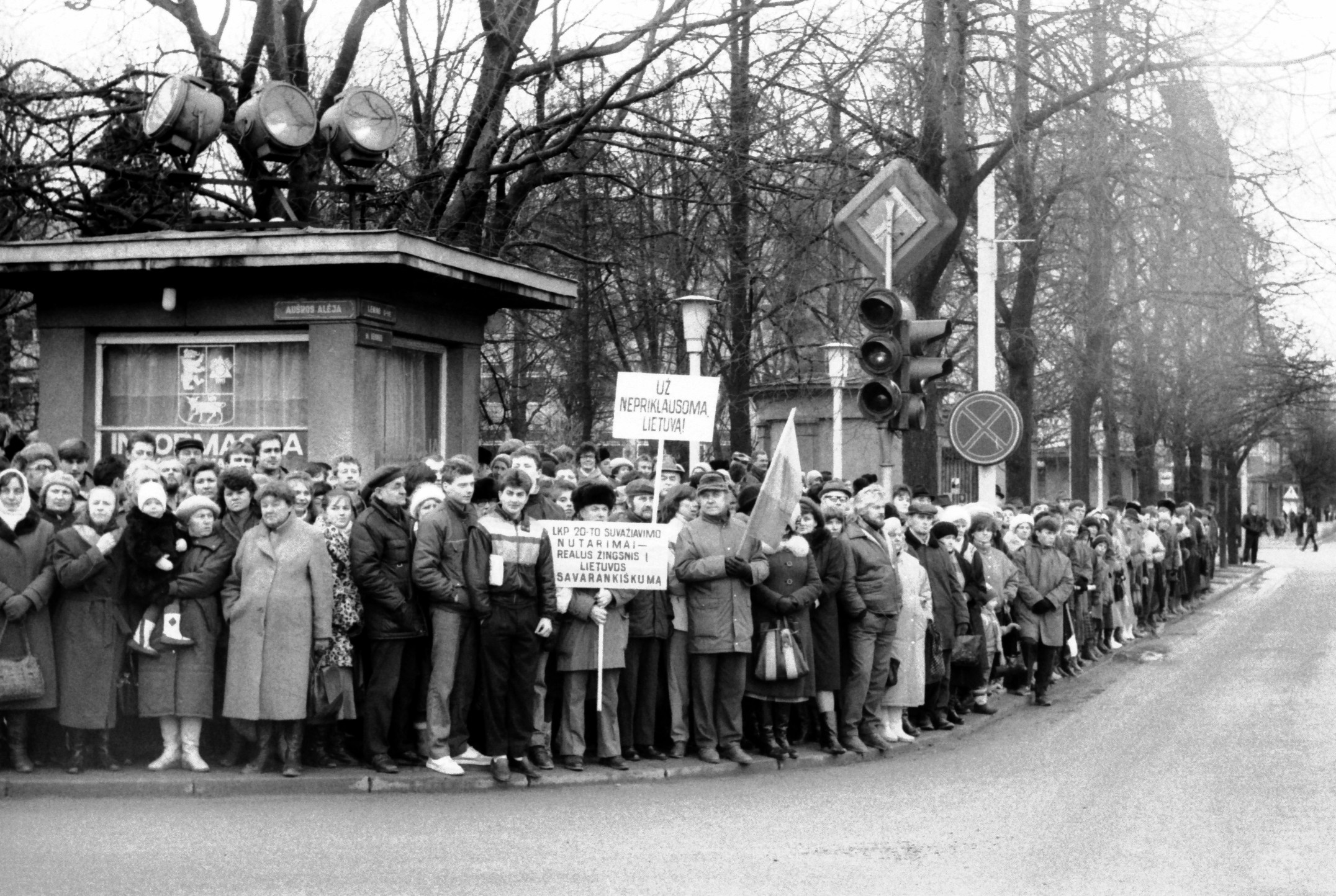
Manifestanti lituano filo-indipendentisti manifestano a Šiauliai, gennaio 1990

L'11 marzo 1990 il Soviet Supremo lituano dichiarò l'indipendenza della Lituania. I candidati filo-indipendentisti ottennero una schiacciante maggioranza alle elezioni del Soviet Supremo tenutesi all'inizio di quell'anno. Il 30 marzo 1990, il Soviet Supremo dell'Estonia definì l'Unione Sovietica come una potenza occupante e annunciò l'inizio di un periodo di transizione indirizzato all'indipendenza, mentre il 4 maggio 1990, il Soviet Supremo lettone rilasciò una dichiarazione simile. L'Unione Sovietica bollò repentinamente le dichiarazioni come tese ad avviare un percorso illegale, affermando che le tre repubbliche socialiste dovevano seguire il processo indicato dalla Costituzione sovietica del 1977. Dal canto loro, esse risposero che l'intero percorso di incorporazione avvenuto nel 1940 violava sia il diritto internazionale che quello nazionale. Pertanto, Estonia, Lettonia e Lituania non intendevano dare vita a nuove nazioni, ma semplicemente restaurare quelle che già esistettero nel periodo interbellico.
A metà giugno i sovietici avviarono dei negoziati con le repubbliche baltiche, proprio in una fase travagliata della storia russa: la repubblica federale russa aveva infatti proclamato la sua sovranità a giugno, tanto che, per cautelarsi, Estonia, Lettonia e Lituania entrarono in trattative anche con la repubblica federale russa. Fallite le manovre diplomatiche, i sovietici eseguirono un drastico (ma fallito) tentativo di sbloccare la situazione e inviarono truppe militari: durante le rivolte, venti civili morirono e ne uscirono feriti in centinaia in quello che divennero noti come il "massacro di Vilnius" e "Le barricate" in Lettonia nel gennaio 1991. Il 21 agosto 1991, i membri della linea dura tentarono di assumere il potere con un colpo di stato: una volta saputo il fallimento dello stesso, gli estoni proclamarono la piena indipendenza, dopo che già il 3 marzo 1991 si era tenuto in Estonia un referendum sull'indipendenza, così come era accaduto in Lettonia nello stesso mese. Il 78,4% si dichiarò favorevole a lasciare l'URSS: l'affluenza si attestò all'82,9%. L'indipendenza fu ripristinata dal Consiglio supremo estone la notte del 20 agosto e il parlamento lettone rese una dichiarazione simile lo stesso giorno. Nel frattempo, la dissoluzione dell'URSS, specie dopo il putsch di agosto andato male, risultò inevitabile: il 6 settembre 1991, il governo sovietico ha riconosciuto l'indipendenza di tutti e tre gli stati baltici.

### Ritiro delle truppe russe e smantellamento dei radar
La Federazione Russa si accollò l'onere e il successivo ritiro della forza di occupazione, composta da circa 150.000 truppe ex sovietiche, ora russe, di stanza negli Stati baltici. Nel 1992 si contavano ancora 100.000/120.000 soldati russi, oltre a un gran numero di pensionati militari, in particolare in Estonia e Lettonia. Durante il periodo dei negoziati, la Russia sperava di mantenere strutture come la base navale di Liepāja, la stazione radar di missili anti-balistici di Skrunda e il Centro Radio Astronomico internazionale di Ventspils in Lettonia, oltre alla base sottomarina di Paldiski in Estonia, nonché i diritti di transito a Kaliningrad attraverso la Lituania.
La contesa si inasprì quando la Russia minacciò di mantenere le sue truppe dov'erano. La richiesta di Mosca di adottare delle normative specifiche che garantissero uno status speciale ai russi etnici fu percepita come una grande incognita dall'Occidente, dall'Assemblea generale delle Nazioni Unite e dai presidenti delle repubbliche baltiche, i quali la consideravano un segno dell'imperialismo russo. La Lituania fu la prima a completare il ritiro delle truppe russe - il 31 agosto 1993 - in parte per la questione di Kaliningrad.
Successivi accordi per il ritiro delle truppe dalla Lettonia furono firmati il 30 aprile 1994 e dall'Estonia il 26 luglio 1994, anche su spinta del Senato degli Stati Uniti, dimostratosi incline a interrompere tutti gli aiuti alla Russia nello smantellamento in caso di mancato ritiro delle truppe entro la fine di agosto. Il ritiro definitivo fu completato il 31 agosto 1994, ma alcune truppe russe rimasero di stanza in Estonia a Paldiski fino a quando la base militare russa non fu smantellata e i reattori nucleari sospesero le operazioni il 26 settembre 1995. La Russia terminò di amministrare la stazione radar Skrunda-1 il 31 agosto 1998, giorno in cui fu disattivata e, più avanti, smantellata e rimossa; quest'ultimo lavoro fu completato nell'ottobre 1999, quando il sito riappartenne alla Lettonia. L'ultimo soldato russo lasciò la regione quel mese, segnando allora la fine simbolica della presenza militare russa sul suolo baltico.

## Computo dei danni
I costi umani stimati delle occupazioni naziste e sovietiche sono presentati nella tabella seguente.
| Periodo/evento                                                                  | Estonia                                           | Lettonia                                          | Lituania                  |
| ------------------------------------------------------------------------------- | ------------------------------------------------- | ------------------------------------------------- | ------------------------- |
| Popolazione                                                                     | 1 126 413 (1934)                                  | 1 905 000 (1935)                                  | 2 575 400 (1938)          |
| Prima occupazione sovietica                                                     |                                                   |                                                   |                           |
| Deportazioni di massa di giugno 1941                                            | 9 267 (2 409 esecuzioni)                          | 15,424 (9 400 morti durante il trasferimento)     | 17 500                    |
| Vittime delle repressioni (arresti, torture, crimini politici o altre sanzioni) | 8 000                                             | 21 000                                            | 12 900                    |
| Esecuzioni avvenute segretamente                                                | 2 000                                             | Ignoto                                            | 3 000                     |
| Occupazione nazista                                                             |                                                   |                                                   |                           |
| Esecuzioni di massa delle minoranze locali                                      | 992 ebrei 300 rom                                 | 70 000 ebrei 1 900 rom                            | 196 000 ebrei ~4 000 rom  |
| Esecuzioni di ebrei segrete                                                     | 8 000                                             | 20 000                                            | Ignoto                    |
| Uccisioni di persone estranee alle categorie sopraccitate                       | 7 000                                             | 16 300                                            | 45 000                    |
| Lavori forzati                                                                  | 3 000                                             | 16 800                                            | 36 500                    |
| Seconda occupazione sovietica                                                   |                                                   |                                                   |                           |
| Deportazioni di massa 1948-1949                                                 | 1949: 20 702 3 000 morti durante il trasferimento | 1949: 42 231 8 000 morti durante il trasferimento | 1948: 41 000 1949: 32 735 |
| Altre deportazioni tra il 1945 e il 1956                                        | 650                                               | 1 700                                             | 59 200                    |
| Arresti e reclusioni di carattere politico                                      | 30 000 11 000 morti                               | 32 000                                            | 186 000                   |
| Partigiani attivi dopo il 1945 uccisi o reclusi                                 | 8 468 4 000 morti                                 | 8 000 3 000 morti                                 | 21 500                    |

## Conseguenze
Negli anni successivi al ristabilimento dell'indipendenza baltica, sono emerse delle tensioni tra i cittadini di etnia baltica e i coloni di lingua russa in Estonia e Lettonia. Mentre i requisiti per ottenere la cittadinanza negli Stati baltici sono relativamente elastici, è stata fatta notare da alcuni esperti una mancanza di attenzione ai diritti delle persone di lingua russa o degli apolidi. Ad ogni modo, tutte le organizzazioni internazionali concordano sul fatto che non si può rintracciare alcuna forma di discriminazione strutturale nei confronti delle categorie sopraccitate.

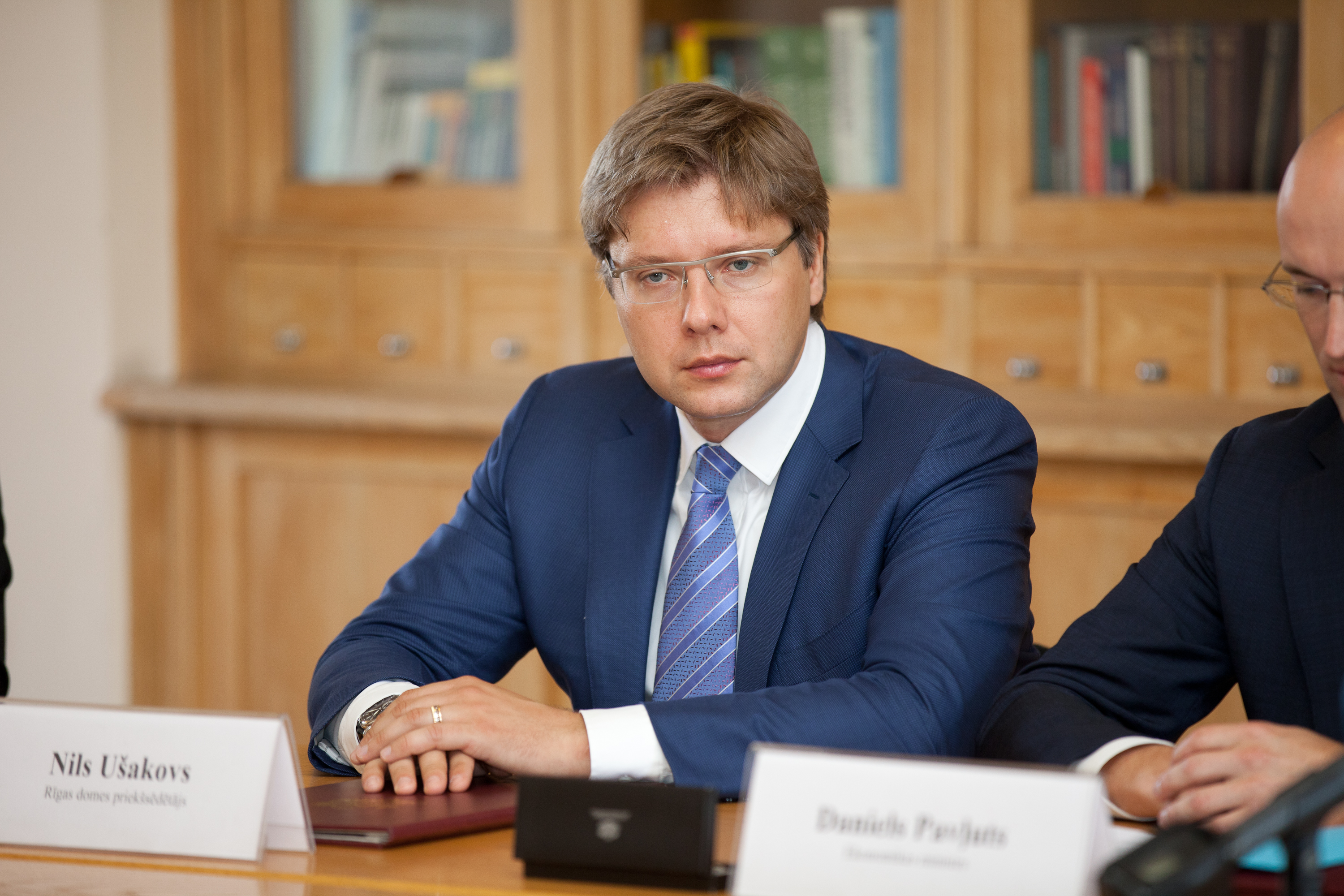
Nils Ušakovs, il primo sindaco di etnia russa di Riga nella Lettonia indipendente

Nel 1993, è avvenuta la prima segnalazione relativa alle problematiche dell'integrazione in Estonia. Secondo un rapporto del 2008 stilato dal Relatore speciale sul razzismo al Consiglio per i diritti umani delle Nazioni Unite, i rappresentanti delle comunità di lingua russa in Estonia indicano che l'ambito più rilevante dove si ha discriminazione in Estonia non è quello etnico, ma piuttosto linguistico (Par. 56). Il relatore ha espresso diverse raccomandazioni, tra cui il rafforzamento del Cancelliere di giustizia, l'agevolazione della concessione della cittadinanza a persone di nazionalità indefinita e l'argomento della politica linguistica in un dibattito per elaborare strategie che riflettano meglio il carattere multilinguistico della società (paragrafi 89-92). L'Estonia è stata criticata dal Comitato delle Nazioni Unite per la sua politica di promozione relativa alla sola lingua estone e alle restrizioni sull'uso della lingua minoritaria nei servizi pubblici; ulteriori critiche hanno riguardato il basso livello di rappresentanza delle minoranze nella vita politica e il numero costantemente elevato di persone con cittadinanza indeterminata.
Secondo l'autore israeliano Yaël Ronen, del Centro Minerva per i Diritti Umani presso l'Università Ebraica di Gerusalemme, i regimi vessatori adottano sovente delle misure finalizzate a sovvertire la struttura demografica del territorio detenuto illegalmente. Ciò avviene in due metodi: la rimozione forzata della popolazione locale e il trasferimento dallo stato centrale nel territorio in questione. L'autore cita il caso degli Stati baltici come esempio di dove si è verificato questo fenomeno, con le deportazioni del 1949 combinate con grandi ondate di immigrazione nel 1945-50 e 1961-1970. Quando si è passati dall'occupazione sovietica al ripristino dell'indipendenza, lo status dei coloni non poteva che divenire un argomento spinoso da fronteggiare.

## Continuità statale degli Stati baltici
Paesi baltici
     Unione Sovietica
     Firmatari del Patto di Varsavia
     Nazioni che in maniera espressa non riconobbero l'occupazione sovietica, sia de iure che de facto
     Nazioni che in maniera espressa non riconobbero l'occupazione sovietica dei Paesi baltici de iure ma l'autorità sovietica nelle tre repubbliche de facto
     Nazioni che riconobbero l'incorporazione dei Paesi baltici nell'Unione Sovietica de iure
     Stati che non assunsero in maniera espressa alcuna posizione
     Dati non disponibili

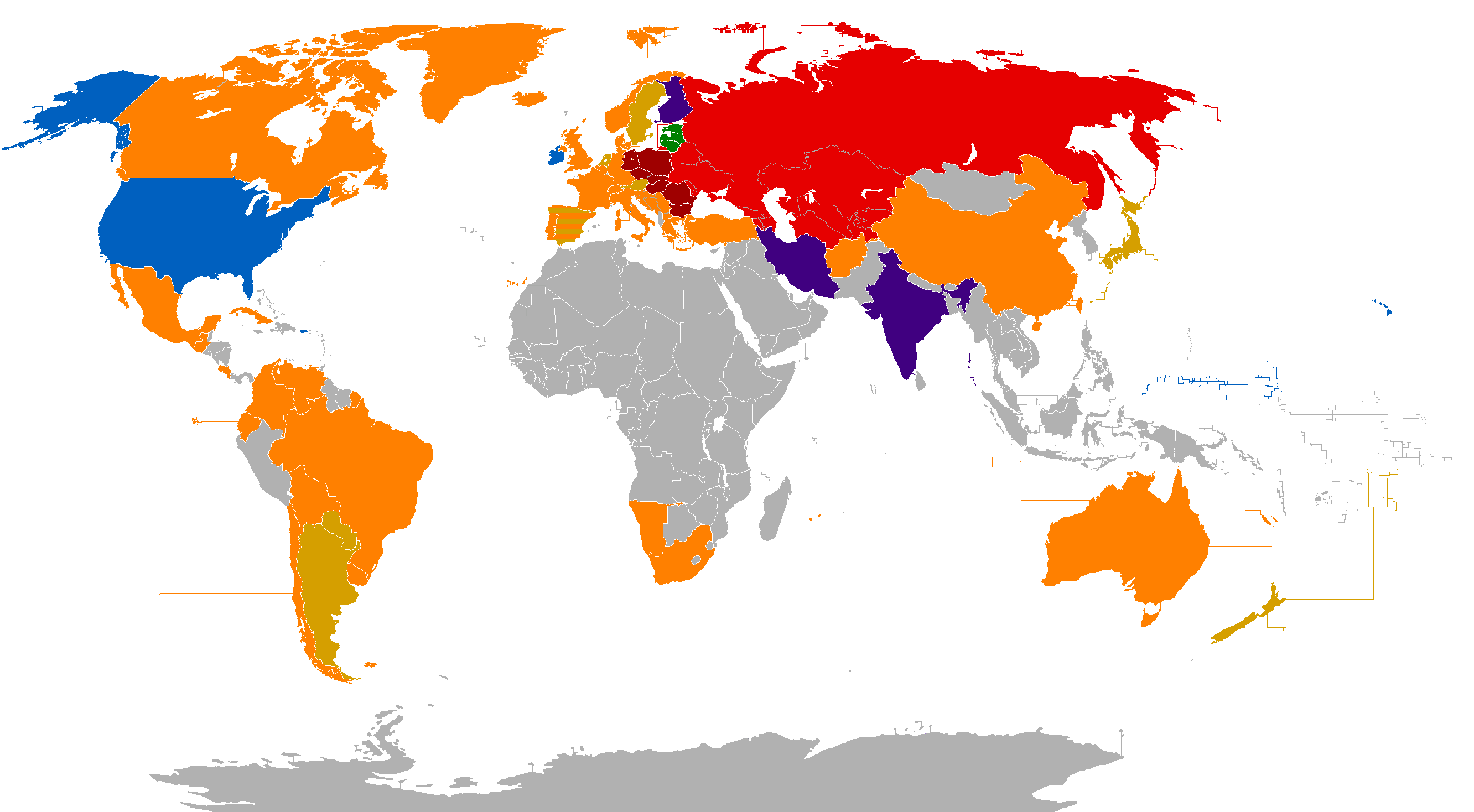
La mappa mostra il riconoscimento e il non riconoscimento occidentale dell'annessione dei Paesi baltici:
Paesi baltici
Unione Sovietica
Firmatari del Patto di Varsavia
Nazioni che in maniera espressa non riconobbero l'occupazione sovietica, sia de iure che de facto
Nazioni che in maniera espressa non riconobbero l'occupazione sovietica dei Paesi baltici de iure ma l'autorità sovietica nelle tre repubbliche de facto
Nazioni che riconobbero l'incorporazione dei Paesi baltici nell'Unione Sovietica de iure
Stati che non assunsero in maniera espressa alcuna posizione
Dati non disponibili

La rivendicazione baltica di continuità con le repubbliche interbelliche è stata accettata dalla maggior parte delle potenze occidentali. Come conseguenza della politica di non riconoscimento dell'incorporazione sovietica, combinata alle attività di resistenza del popolo baltico al dominio sovietico, al funzionamento ininterrotto di organi statali di fortuna in esilio e in combinazione con il principio giuridico fondamentale di ex iniuria ius non oritur (il diritto non può scaturire da atti ingiusti), l'autorità bolscevica posta a comando degli stati baltici del 1940-1991 è stata giudicata come invalida. Sulla scia di un simile ragionamento, la sovranità delle tre repubbliche non sarebbe dunque mai passata all'Unione Sovietica, continuando inoltre esse ad esistere come soggetti di diritto internazionale.
La posizione ufficiale della Russia, la quale scelse nel 1991 di considerarsi lo Stato successore dell'URSS, è la seguente: Estonia, Lettonia e Lituania aderirono spontaneamente, di propria iniziativa, nel 1940 e, con la dissoluzione dell'URSS, questi Paesi sono nati ex novo nel 1991. Questa posizione della Russia è finalizzata a evitare la sua responsabilità finanziaria, poiché il riconoscimento dell'occupazione sovietica avrebbe posto le basi per eventuali richieste di risarcimento da parte degli Stati baltici.

## Storiografia sovietica e russa
Gli storici sovietici giudicarono l'incorporazione del 1940 come un ingresso volontario nell'URSS da parte dei Baltici. La storiografia sovietica ha ereditato la visione dall'epoca della Rus' di Kiev portata poi avanti dall'Impero russo dello "spazio vitale". Secondo tale concezione, Mosca avrebbe dovuto perseguire l'intento di russificare l'intero antico impero e, pertanto, per gli storici sovietici l'annessione del 1940 non fu semplicemente un ingresso volontario, essendo invece una logica conseguenza del fatto che l'areale russo era compreso nelle regioni possedute dallo Zarato.

### Fonti sovietiche
Prima della perestrojka, l'Unione Sovietica negava l'esistenza dei protocolli segreti e considerava gli eventi del 1939-1940 come segue.
Il governo dell'Unione Sovietica suggerì ai governi dei Paesi baltici di concludere dei trattati di mutua assistenza. La pressioni dei lavoratori costrinse i governi dei Paesi baltici ad accettare la proposta di Mosca e, più tardi, si giunse alla sottoscrizione di atti che consentivano all'URSS di stazionare un numero limitato di unità dell'Armata Rossa nei Paesi baltici. Le difficoltà economiche e l'insoddisfazione della popolazione per le politiche dei governi baltici, i quali erano venuti meno ai patti e stavano preferendo intrattenere relazioni con la Germania, spinsero a una rivoluzione nel giugno 1940. Affinché si potesse supervisionare più da vicino il rispetto delle intese, nuove unità militari giunsero nei Paesi baltici, accolte con favore dai lavoratori che chiedevano le dimissioni dei governi nazionali. A giugno, sotto la guida dei partiti comunisti, si svolsero manifestazioni politiche del proletariato: i governi fascisti furono rovesciati e rimpiazzati da governi del popolo. Nel luglio 1940 si tennero le elezioni per i parlamenti nazionali e i "sindacati dei lavoratori", creati su iniziativa dei partiti comunisti, ricevettero la maggioranza dei voti. Gli esecutivi appena eletti proclamarono la nascita delle Repubbliche socialiste sovietiche e, qualche tempo dopo, le richieste di adesione di Estonia, Lettonia e Lituania di aderire all'URSS furono analizzate e approvate dal Soviet Supremo dell'URSS. Il testo Falsificatori di Storia, pubblicato con il patrocinio di Stalin nel 1948, affermava riguardo alla necessità delle invasioni del giugno 1940 che "erano stati conclusi [p]atti conclusi con gli Stati baltici, ma non vi erano ancora truppe sovietiche numericamente sufficienti a mantenere le difese". Si affermava inoltre, riguardo a quelle invasioni, che "[solo] i nemici della democrazia o gli scellerati avrebbero potuto considerare le azioni del governo sovietico alla stregua di aggressioni".
L'URSS condannò, lo si ribadisce, il protocollo segreto del patto del 1939 in virtù del quale era avvenuta l'invasione e l'incorporazione.

### La storiografia russa in epoca post-sovietica

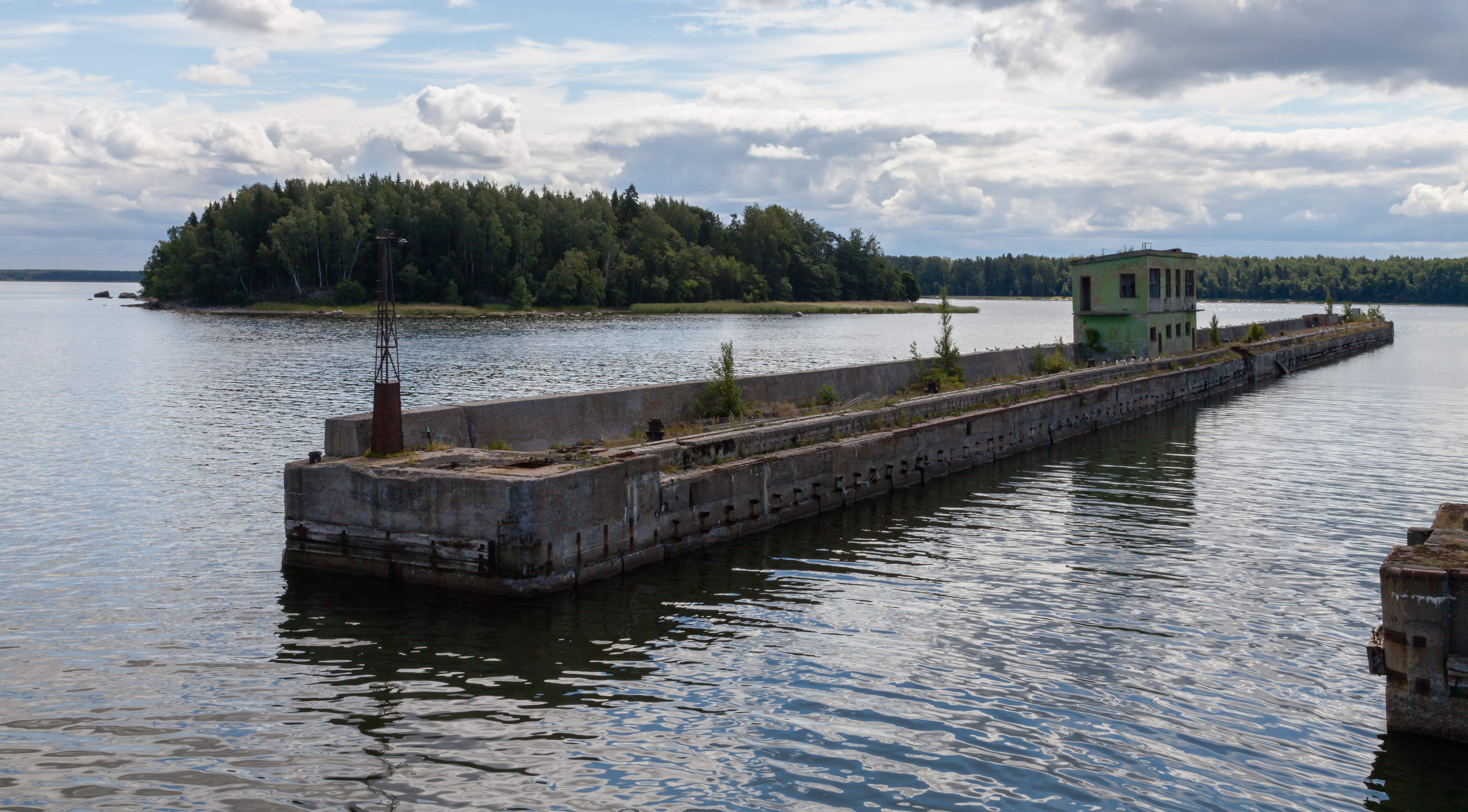
Una vecchia base sovietica per sottomarini situata in Estonia

Vi era relativamente poco interesse per la storia degli Stati baltici in epoca sovietica, in genere trattati come un'unica entità a causa dell'uniformità della politica sovietica in questi territori. Dalla dissoluzione dell'Unione Sovietica, si sono distinti due filoni storiografici russi. Uno, quello liberal-democratico (in russo либерально-демократическое?, liberal'no-demokratičeskoje), condanna le azioni di Stalin e il patto Molotov-Ribbentrop e non riconosce gli stati baltici come aderenti volontariamente all'URSS. L'altro, il patriottico nazionale (in russo национально-патриотическое?, natsional'no-patriotičeskoje), sostiene che il patto Molotov-Ribbentrop fosse necessario per la sicurezza dell'Unione Sovietica e che l'adesione dei Paesi baltici all'URSS era frutto della volontà del proletariato. Si trattava dunque di tre coincidenze in linea con la politica del periodo sovietico, ovvero "la 'necessità' di garantire la sicurezza dell'URSS", la 'rivoluzione popolare' e l'’adesione volontaria'": i sostenitori dell'indipendenza baltica erano membri delle agenzie di intelligence occidentali che cercavano di rovesciare l'URSS.
Lo storico sovietico-russo Vilnis Sīpols sostiene che gli ultimatum di Stalin del 1940 erano misure difensive prese a causa della minaccia tedesca e non avevano alcun collegamento con le "rivoluzioni socialiste" negli Stati baltici.
La tesi secondo cui l'URSS dovette incorporare gli stati baltici per difendere la sicurezza di quei Paesi e evitare l'invasione tedesca nelle tre repubbliche si rintraccia nel libro di testo del college "Storia moderna della Madrepatria".
Sergei Černičenko, giurista e vicepresidente dell'Associazione russa di diritto internazionale, sostiene che nel 1940 gli stati baltici e l'URSS non erano in stato di guerra e che le truppe sovietiche avevano occupato gli stati baltici in virtù del loro accordo. Inoltre, la violazione da parte dell'URSS delle disposizioni dei trattati precedenti non costituisce un'occupazione, poiché la successiva annessione non fu né un atto di aggressione né forzata, essendo in sintonia con il diritto sovranazionale del 1940. Le accuse di "deportazione" di cittadini baltici da parte dell'Unione Sovietica sono perciò prive di fondamento, poiché gli individui non possono essere deportati all'interno del loro stesso Paese. Il giurista ribadisce inoltre che le Waffen-SS sono state condannate nei processi di Norimberga in quanto organizzazioni criminali e le "commemorazioni incoraggiate dai nazisti", secondo cui i tedeschi andavano percepiti come liberatori, sono frutto della "nazionalistica cecità" dei baltici. Per quanto riguarda l'attuale status nei Paesi baltici, Černičenko sostiene che la "teoria dell'occupazione" è la tesi ufficiale a cui si ricorre per giustificare la "discriminazione degli abitanti di lingua russa" in Estonia e Lettonia; il giurista profetizza infine che i tre governi baltici falliranno nel loro "tentativo di riscrivere la storia".
Secondo lo storico revisionista Oleg Platonov, "dal punto di vista degli interessi nazionali della Russia, l'unificazione era 'storicamente giusta', in quanto ripristinava la sovranità sulle antiche terre detenute dall'Impero, anche se parzialmente abitate da altri popoli". Il patto Molotov-Ribbentrop e i protocolli, compresa la spartizione della Polonia, si limitavano a sanare la sottrazione alla Russia dei suoi territori storici frutto della "rivoluzione anti-russa" e dell'"ingerenza straniera".
D'altra parte, il professore e preside della Scuola di relazioni internazionali e vicerettore dell'Università statale di San Pietroburgo, Konstantin K. Khudolej considera l'incorporazione degli Stati baltici nel 1940 non volontaria, ritiene che le elezioni non furono libere ed eque e le decisioni dei parlamenti neoeletti di aderire all'Unione Sovietica non possono essere considerate legittime. Sostiene inoltre che l'incorporazione degli stati baltici non aveva alcun valore militare in vista di una possibile aggressione tedesca, in quanto rafforzò il rigetto dei baltici verso il governo di Mosca e innescò la formazione dei movimenti di guerriglia negli stati baltici dopo la seconda guerra mondiale, causando problemi interni all'Unione Sovietica.

### Posizione della Federazione Russa
Con l'avvento della perestrojka e della rivalutazione della storia sovietica, il Soviet Supremo dell'URSS nel 1989 condannò il protocollo segreto del 1939 tra Germania e Unione Sovietica che aveva portato alla spartizione dell'Europa orientale per sfere di influenza.
Sebbene non fosse stata adoperata espressamente la parola "occupazione", la RSFS Russa e la Repubblica di Lituania la adoperarono in un successivo accordo nel corso della procedura di riacquisizione della sovranità nazionale. La Russia, nel preambolo del "Trattato tra la Repubblica socialista federata sovietica russa e la Repubblica di Lituania sulla base delle relazioni tra gli Stati" del 29 agosto 1991, dichiarò che una volta eliminate le scorie ingenerate dall'annessione dell'URSS del 1940, le relazioni tra Lituania e Russia sarebbero migliorate notevolmente.
Tuttavia, l'attuale posizione ufficiale della Russia contraddice in maniera diametrale il suo precedente riavvicinamento alla Lituania, così come la sua firma di adesione al Consiglio d'Europa, dove accettò gli obblighi e gli impegni tra cui: "IV. Per quanto riguarda il risarcimento per le persone espulse dagli stati baltici occupati e i discendenti dei deportati, come affermato nell'opinione n. 193 (1996), paragrafo 7.xii, per risolvere questi problemi il più rapidamente possibile [...] ". Il governo e i funzionari dello stato russi sostengono ora che l'annessione sovietica degli stati baltici fosse legittima e che l'Unione Sovietica aveva liberato la regione dai nazisti. Essi affermano che le truppe sovietiche entrarono nei Paesi baltici nel 1940 in virtù agli accordi stipulati con il consenso dei governi baltici. Poiché l'Unione Sovietica non era in stato di guerra o impegnata in attività di combattimento sui territori dei tre stati baltici, la parola "occupazione" non può essere impiegata. "Le affermazioni sull'"occupazione "da parte dell'Unione Sovietica e le relative affermazioni ignorano tutte le realtà legali, storiche e politiche, e sono quindi del tutto infondate".
Questo particolare punto di vista russo è chiamato il "mito del 1939-1940" da David Mendeloff, professore associato di affari internazionali: lo studioso ritiene che l'affermazione secondo cui l'Unione Sovietica non ha "occupato" gli Stati baltici nel 1939 né li ha "annessi" l'anno successivo è ampiamente radicata nella coscienza storica russa.

## Trattati inerenti alle relazioni balto-sovietiche
Dopo che gli stati baltici proclamarono l'indipendenza in seguito alla firma dell'armistizio, la Russia bolscevica li invase alla fine del 1918. L'Izvestija dichiarava nel numero del 25 dicembre 1918: "Estonia, Lettonia e Lituania sono direttamente sulla strada dalla Russia all'Europa occidentale e quindi un ostacolo alle nostre rivoluzioni [...] Questo muro di separazione deve essere distrutto". La Russia bolscevica, tuttavia, non ottenne il controllo degli Stati baltici e nel 1920 concluse trattati di pace con tutti e tre. Successivamente, su iniziativa dell'URSS, furono conclusi ulteriori trattati di non aggressione con tutti e tre gli Stati baltici:
- Trattati di pace
- Trattati di non aggressione
- Patto Briand-Kellogg e Patto di Litvinov
- Convenzione per la definizione di aggressione
- Patti di mutua assistenza
- Trattati firmati dall'URSS tra il 1940 e il 1945

## L'occupazione in letteratura
L'occupazione delle repubbliche baltiche è descritta nel romanzo di Ruta Sepetys, nata in Michigan (USA) da una famiglia di rifugiati lituani, dal titolo Avevano spento anche la luna, edito in Italia da Garzanti, nella traduzione dall'inglese di Roberta Scartabelli.